# Patrick Casaril
Patrick Casaril (20 oktober 1961) is een Belgische dammer. 

## Levensloop
Casaril werd vijfmaal Belgisch kampioen dammen en eenmaal Belgisch kampioen sneldammen. Hij bezit de FMJD-titel Meester Federatie.
Hij werd voor de eerste keer kampioen van België in 1984 en brak daarmee de 40-jarige durende hegemonie van Oscar en Hugo Verpoest. Hij nam deel aan het wereldkampioenschap 1986 in Groningen en eindigde daarin op de 19e plaats van 20 deelnemers met zeven punten. Dit kampioenschap werd gewonnen door de Sovjet-Rus Alexander Dybman.

## Erelijst
- Kampioen van België 1985, 1986, 1995, 2009 en 2013.
- Kampioen van België Blitz 1995